# 耶尔斯卡站
耶尔斯卡站是位于拉脱维亚东南部拉特加尔地区耶尔斯卡定居点的火车站，里加-陶格夫匹尔斯铁路经过该站。